# Puig de les Forques (Sant Feliu de Guíxols)
El Puig de les Forques és una muntanya de 73 metres que es troba al municipi de Sant Feliu de Guíxols, a la comarca catalana del Baix Empordà.
Al cim podem trobar-hi un vèrtex geodèsic (referència 310107001).